# Žiare
Žiare (1045 m) – szczyt w Starohorskich Wierchach na Słowacji. Wznosi się w ich głównym  grzbiecie w niewielkiej odległości na południowo-południowy zachód od szczytu Jelenská skala (1153 m). Północno-zachodnie stoki szczytu Žiare opadają do doliny potoku będącego dopływem Starohorskiego potoku, południowo-wschodnie do Selčianskiej doliny.
Žiare jest całkowicie porośnięty lasem.  Znajduje się w otulinie Parku Narodowego Niżne Tatry. Jego zbocza trawersują drogi leśne do zwózki drzewa.

## Turystyka
Zboczami szczytu Žiare prowadzą dwa znakowane szlaki turystyczne (czerwony i zielony). Obydwa omijają jego wierzchołek, trawersując północno-zachodnie i południowo-wschodnie stoki szczytu. Na południowo-zachodnich stokach do obydwu dołącza jeszcze szlak żółty.
  Staré Hory pri kostole – pod Richtárovou – bunker Mor ho! – Jelenská skala –  Žiare – sedlo Dolny Šturec – Špania Dolina. Odległość 6 km, suma podejść 520 m, suma zejść 285 m, czas przejścia 2:20 h, z powrotem 2:05 h,
  Donovaly Vrchlúka – Pri Javore – Krčahy-Kovačka –  Žiare – Jelenská skala-lúky – sedlo Dolny Šturec – Šachtička. Odległość 12 km, suma podejść 368 m, suma zejść 453 m, czas przejścia 3:20 h, z powrotem 3:25 h,
  Staré Hory pri kostole – pod Richtárovou – sedlo Dolny Šturec (szlak czerwony) – Žiare (szlak zielony). Odległość 4,7 km, suma podejść 588 m, suma zejść 68 m, czas przejścia 2 h, z powrotem 1:30 h.